# 杜比昌西克

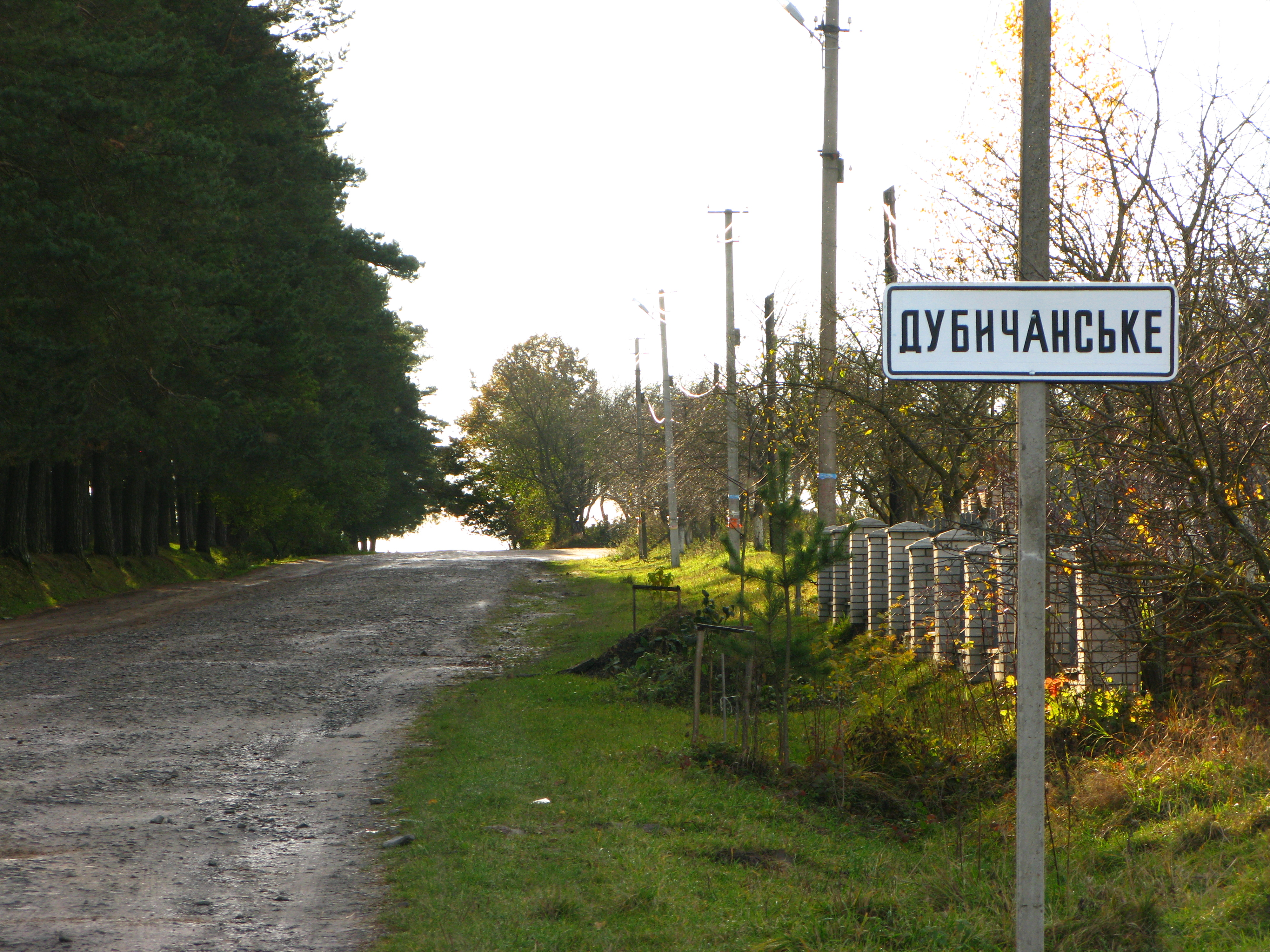

杜比昌西克（烏克蘭語：Дубичанське），是烏克蘭的村落，位於該國西部沃倫州，由盧茨克區負責管轄，始建於1946年，面積0.35平方公里，海拔高度209米，2001年人口89，人口密度每平方公里254.29人。
50°45′22″N 24°58′26″E / 50.75611°N 24.97389°E